# Gastón Turus
Gastón Alejandro Turus (Colonia Caroya, 21 de maio de 1980) é um futebolista argentino que atua como zagueiro. Atualmente está no Belgrano da Argentina.